# Артиг (Верхняя Гаронна)
Арти́г (фр. Artigue, окс. Artiga) — коммуна во Франции, находится в регионе Окситания. Департамент — Верхняя Гаронна. Входит в состав кантона Баньер-де-Люшон. Округ коммуны — Сен-Годенс.
Код INSEE коммуны — 31019.

## География

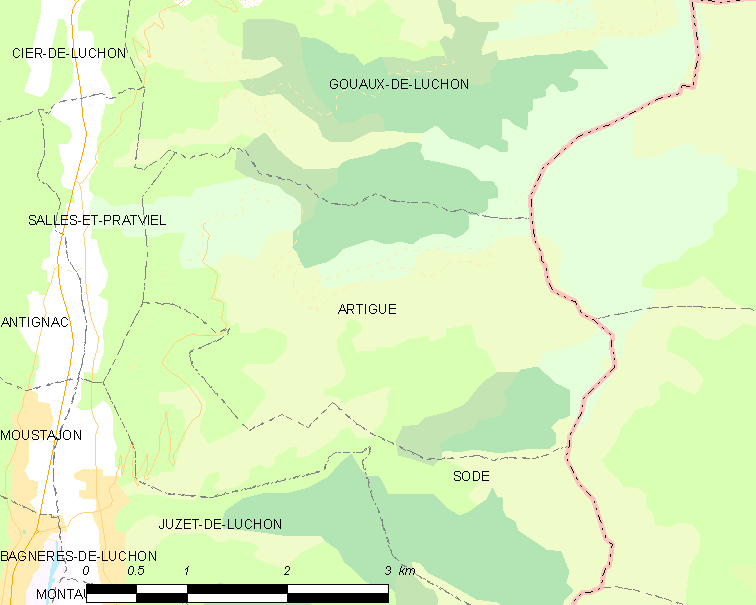
Карта коммуны

Коммуна расположена приблизительно в 690 км к югу от Парижа, в 110 км к юго-западу от Тулузы.

## Климат
Климат умеренно-океанический. Зима мягкая и снежная, весна характеризуется сильными дождями и грозами, лето сухое и жаркое, осень солнечная. Преобладают сильные юго-восточные и северо-западные ветры.

## Население
Население коммуны на 2010 год составляло 35 человек.
| 1962 | 1968 | 1975 | 1982 | 1990 | 1999 | 2010 |
| ---- | ---- | ---- | ---- | ---- | ---- | ---- |
| 40   | 31   | 21   | 20   | 25   | 34   | 35   |

## Администрация
| Период | Период | Фамилия    | Партия | Примечания |
| ------ | ------ | ---------- | ------ | ---------- |
| 2001   | 2014   | Робер Кабе |        |            |
| 2014   | 2020   | Марсель Ко |        |            |

## Экономика
В 2010 году среди 22 человек трудоспособного возраста (15—64 лет) 19 были экономически активными, 3 — неактивными (показатель активности — 86,4 %, в 1999 году было 66,7 %). Из 19 активных жителей работали 17 человек (11 мужчин и 6 женщин), безработных было 2 (0 мужчин и 2 женщины). Среди 3 неактивных 2 человека были учениками или студентами, 0 — пенсионерами, 1 был неактивным по другим причинам.

## Фотогалерея

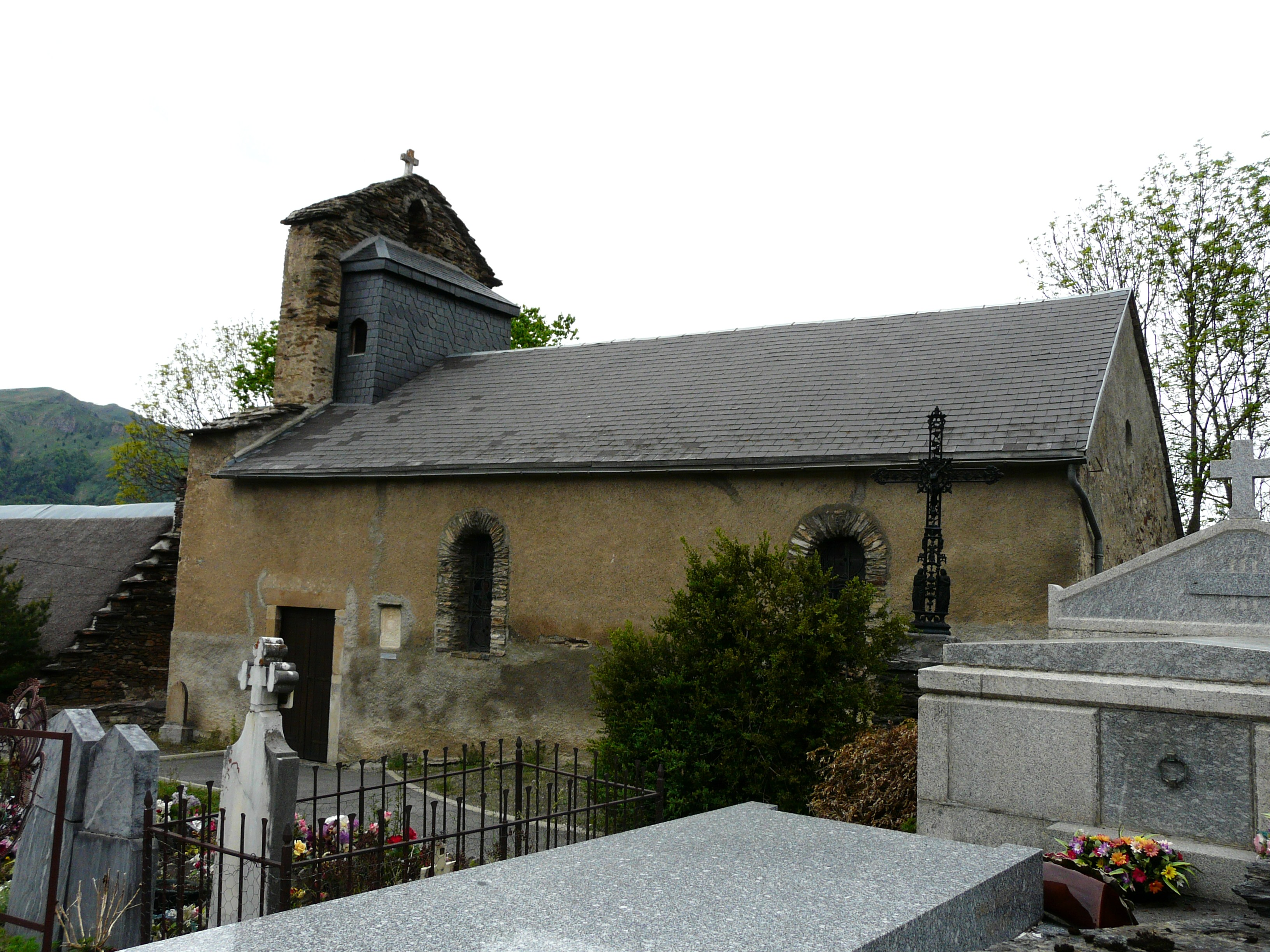
Церковь
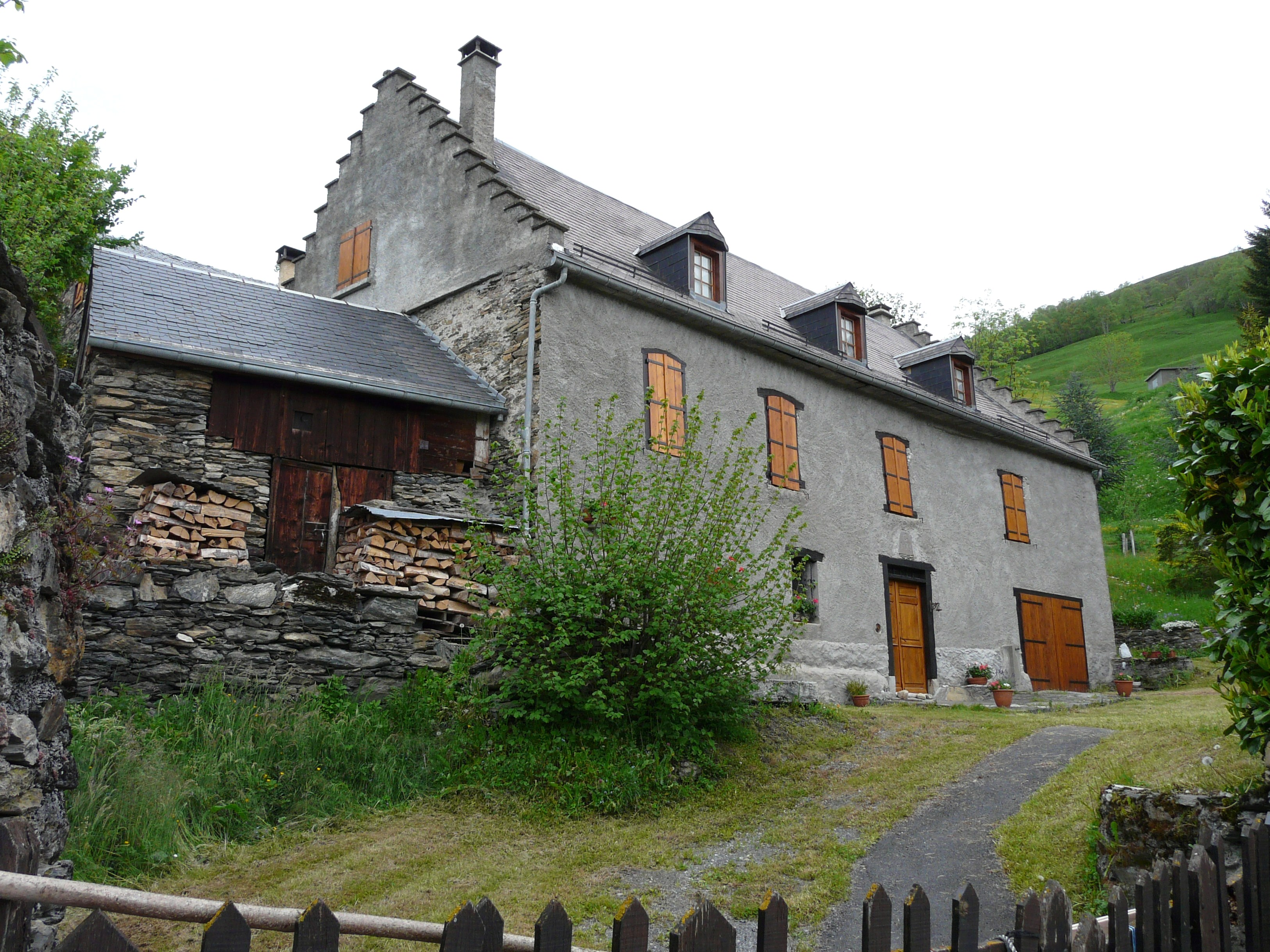
Дом 1494 года
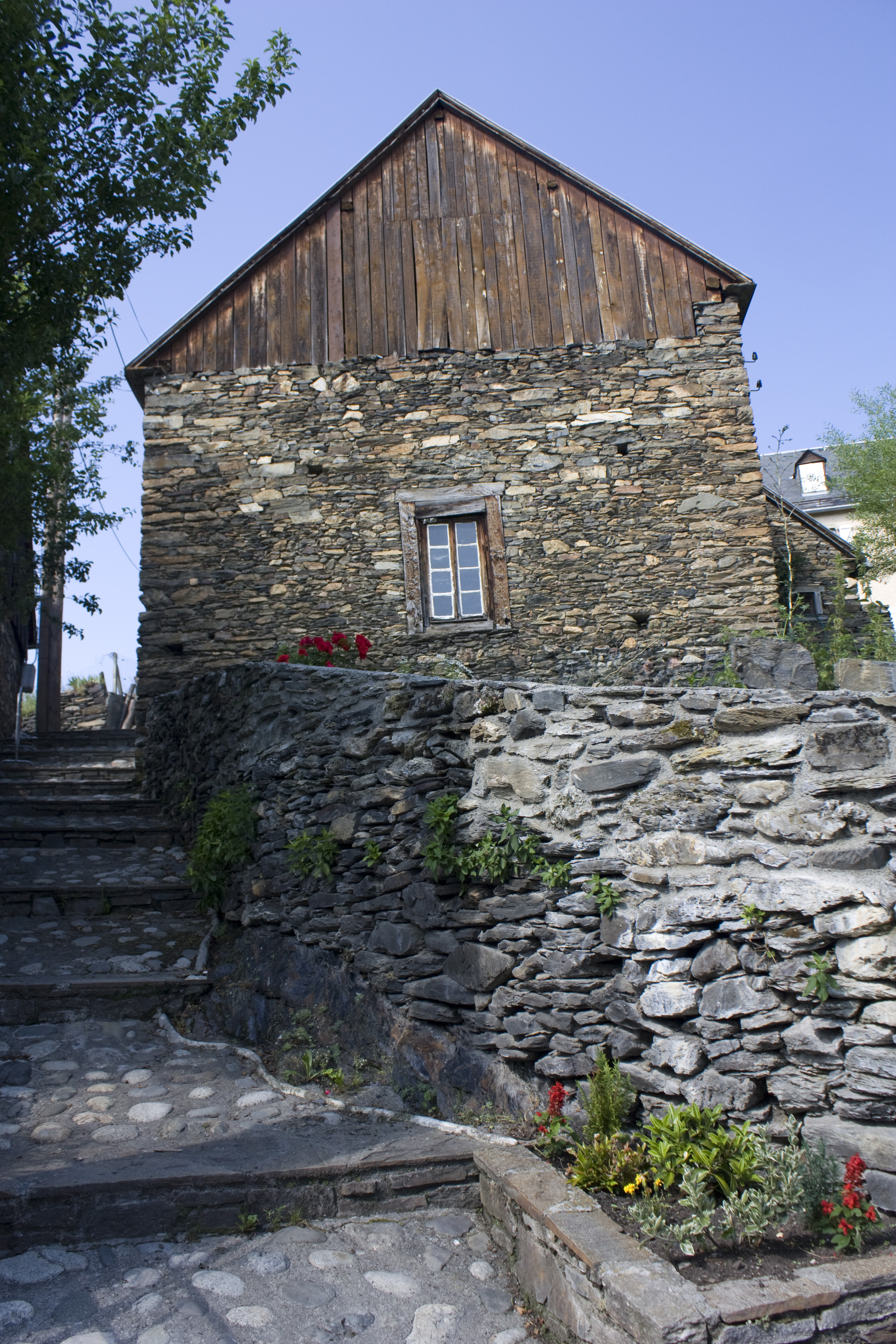
Сарай
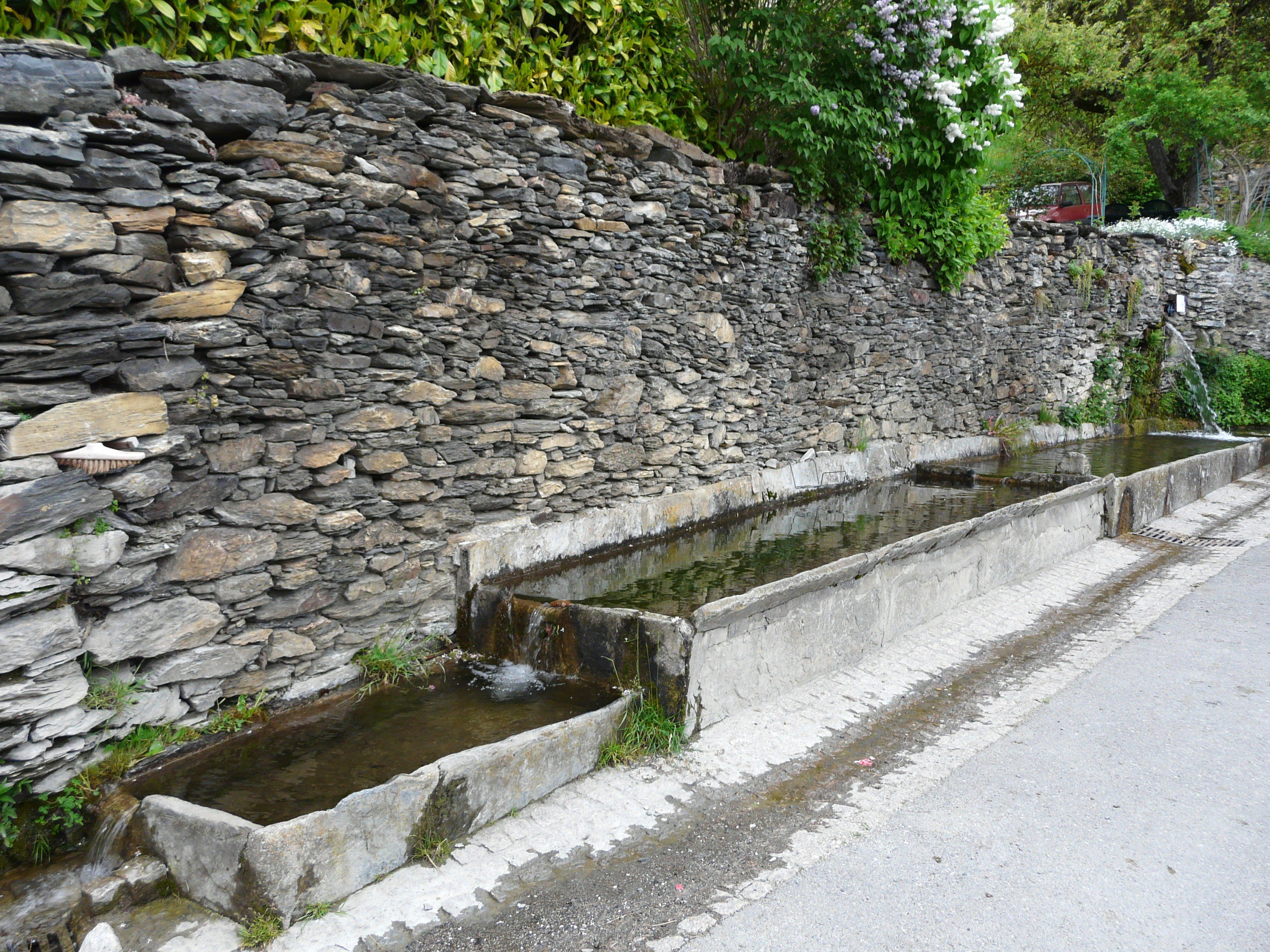
Водопой
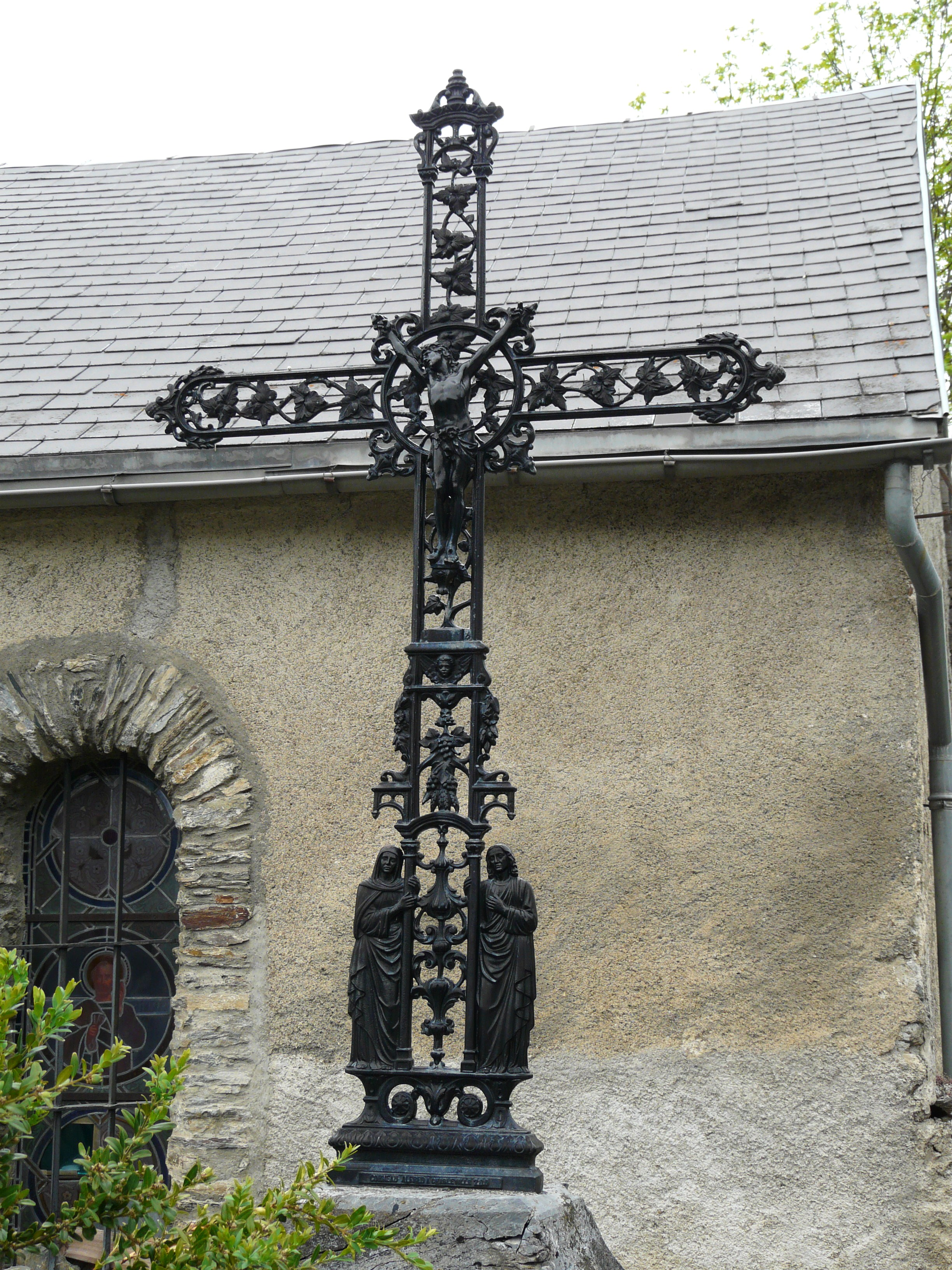
Крест